# Michael Schürg
Michael Schürg (* 21. Oktober 1984 in Renningen) ist ein ehemaliger deutscher Fußballspieler. Der Stürmer ist zweifacher Torschützenkönig der Oberliga Baden-Württemberg.

## Werdegang
Sein Heimatverein ist die SpVgg Renningen, aber bereits in der Jugend war Schürg für den Nachbarn, die SKV Rutesheim, aktiv. 2005 wechselte er als frischgebackener Meister und Torschützenkönig der Bezirksliga Enz/Murr direkt in die drei Klassen höhere Oberliga Baden-Württemberg zum SGV Freiberg. Zur Winterpause der Saison 2007/08 ging er zum SSV Ulm 1846. In derselben Saison wurde Schürg mit 24 Treffern, davon jeweils 12 für Freiberg und Ulm, Oberliga-Torschützenkönig und zugleich bester Torjäger Baden-Württembergs. Als Auszeichnung erhielt er die gläserne Toto-Lotto-Trophäe.
Zur Saison 2008/09 wechselte Schürg zu den Stuttgarter Kickers in der 3. Liga. Sein Profidebüt gab Schürg am 26. Juli 2008 am ersten Spieltag der Saison 2008/09 gegen Wacker Burghausen. Sein erstes Tor in der 3. Liga schoss er am 27. September 2008 beim 1:1-Unentschieden gegen Kickers Emden. Am Saisonende stieg er mit dem Klub aus der Drittklassigkeit ab. Michael Schürg war für den Absteiger in 26 Spielen viermal erfolgreich und bereitete 12 Treffer vor, was ihm zum Top-Scorer der Stuttgarter Kickers machte. Anschließend verließ er den Verein und kehrte zum SSV Ulm 1846 in die Regionalliga zurück, wo er zunächst einen Einjahreskontrakt unterschrieb.
Nach 23 Toren in 47 Spielen für die Ulmer wechselte Schürg in der Winterpause der Saison 2010/11 zum SV Darmstadt 98, den er jedoch nach der Saison und dem Aufstieg in die zweite Bundesliga bereits wieder verließ und sich für ein Jahr dem Regionalligisten Wormatia Worms anschloss. Im Sommer 2012 kehrte der Stürmer zum Oberligisten SGV Freiberg zurück. Zur Saison 2013/14 schloss er sich Freibergs Oberliga-Konkurrenten FC Nöttingen an. Mit 28 Saisontoren krönte er sich in der Spielzeit 2013/14 zum zweiten Mal in seiner Laufbahn zum Torschützenkönig der Oberliga BW, zudem führte er den Klub damit als Tabellendritten – Vizemeister TSV Grunbach hatte sich zurückgezogen – in die Aufstiegsspiele zur Regionalliga. Nach einem 0:0 im Hinspiel war er mit dem Treffer zum 1:0-Endstand auch in den Duellen mit dem FSV Salmrohr einer der entscheidenden Akteure, damit stieg der Klub in die Viertklassigkeit auf.
Ab dem Sommer 2020 lief der Stürmer wieder für die SKV Rutesheim auf und erzielte in den Spielzeiten 2020/21 und 2021/22 in der Verbandsliga Württemberg 25 Tore in 44 Spielen.
Im Winter 2022 beendete er seine Karriere als aktiver Spieler. Seit der Saison 2025/26 ist er Trainer bei seinem Heimatverein SpVgg Renningen in der Kreisliga A.